# Tanambao Daoud
Tanambao Daoud of Tanambao is een plaats en commune in het noorden van Madagaskar, behorend tot het district Sambava dat gelegen is in de regio Sava. In de buurt van Farahalana mondt de rivier Lokoho uit in de Indische Oceaan. Tijdens een volkstelling in 2001 telde de plaats 10.005 inwoners.
De plaats biedt alleen lager onderwijs aan. 97,5% van de bevolking werkt er als landbouwer en 0,5% verdient zijn brood als visser. De belangrijkste landbouwproducten zijn koffie en vanille, andere belangrijke producten zijn bananen en kokosnoten. Verder is 2% actief in de dienstensector.